# Balogh Zsolt (kézilabdázó)
Balogh Zsolt (Orosháza, 1989. március 29. –) EHF-kupa-győztes, magyar bajnok és magyar kupagyőztes, válogatott kézilabdázó.

## Pályafutása

### Klubcsapatokban
Pályafutását szülővárosában, Orosházán kezdte. Ezt követően öt éven át a PLER KC játékosa volt, majd a 2010-2011-es szezonban a német Bundesligában, a Magdeburgban kézilabdázott. Egy gyöngyösi kitérőt követően 2012-ben Szegedre igazolt. A 2014-es évben tagja volt az EHF-kupa győztes csapatnak, amely a berlini döntőben a francia Montpellier Handball ellen hódította el a serleget. 2018 tavaszán több ezüstérem után hazai bajnokságot nyert csapatával a legnagyobb rivális Veszprémet legyőzve. Az évek alatt a szegedi klub történetének legeredményesebb játékosa lett, 300. Bajnokok Ligája gólját 2018 október 14-én szerezte a német bajnok Flensburg elleni győztes mérkőzésen. 2019 februárjában hivatalossá vált, hogy a következő szezontól a Tatabánya csapatában folytatja pályafutását. Utolsó szegedi évében Magyar Kupát nyert csapatával.  2022 nyarától a Ferencváros játékosa.

### A válogatottban
2008-ban mutatkozott be a magyar válogatottban, első világversenye a 2010-es Európa-bajnokság volt.
Tagja volt a 2021-es világbajnokságon 5. helyezett csapatnak.

## Sikerei, díjai
- Magyar bajnok (1): 2018
- EHF-kupa-győztes: 2014
- Magyar Kupa-győztes (1): 2019[10]